# Stanislav Brovet
Stanislav „Stane“ Brovet (14. května 1930 - 10. června 2007) byl jugoslávský admirál a náměstek svazového ministra obrany.

## Život
Stane Brovet se narodil v Josipdolu nedaleko Mariboru. Kolem roku 1944 odešel k partyzánům, kde začala jeho vojenská kariéra, která skončila funkcí admirála a nedobrovolným odchodem do penze v roce 1992.
Brovet vykonával v rámci jugoslávských ozbrojených sil různé funkce, jako vojenský přidělenec působil také na jugoslávských ambasádách v Římě a v Londýně. Poprvé se do povědomí slovinské veřejnosti zapsal v roce 1988, kdy se ve Slovinsku rozpoutal tzv. "Proces se čtyřkou".
Brovet se v červnu 1991 zúčastnil jako zástupce federálního ministerstva obrany jednání federálního premiéra Ante Markoviće se slovinským vedením. Brovet se poté – v červenci – zúčastnil z titulu náměstka ministra obrany Veljka Kadijeviće zasedání na Brionských ostrovech, ze kterých vzešla Brionská deklarace.
V roce 1992 byl donucen odejít do důchodu, stáhl se z veřejného života a dožil v Bělehradu, neboť ve Slovinsku byl považován za zrádce.